# Sierra Agua del Toro
La sierra Agua del Toro; también llamada “sierra de Taray”, es una sierra en los municipios de Santa Catarina, estado de Nuevo León y Ramos Arizpe, estado de Coahuila, México; forma parte de la Sierra Madre Oriental y la parte que queda en territorio del estado de Nuevo León forma parte del Parque nacional Cumbres de Monterrey. La cima está a 2,773 metros sobre el nivel del mar, la cresta principal tiene aproximadamente 40 kilómetros de longitud, y sirve de límite entre los dos estados por aproximadamente 6 kilómetros.
El picacho El Orégano; también llamado “pico del Gavilán” y “Aguiluchos del Sur”, con 2200 metros de altitud, es el pico más notorio y conocido de la sierra. La sierra está rodeada por el cañón de Peyotillos, cañón Las Escaleras, cañón de Guitarritas, sierra de San Urbano, cañón de la Huasteca, río Santa Catarina, cerro El Magueyal, cañón El Pajonal, sierra de San Cristóbal, cañón de las Navajas, cerro El Escorpión y sierra de Las Bayas. Además, la sierra contiene gran cantidad de cañadas; entre ellas: Cañón de San Judas, Cañón Tío Bartolo, Corral de Palmas, Cañón La Sandía, Cañón El Refugio, Cañón El Infiernillo; mesetas como Mesa de Los Pinos y picos como Rincón del Oso. En la garganta que se forma entre la sierra Agua del Toro y el cerro El Magueyal se encuentra la presa “Rompepicos”.

## Clima
La temperatura media anual es 16 °C, el mes más caluroso es mayo con temperatura promedio de 21 °C y el más frío es enero con 10 °C. La precipitación media anual es 703 milímetros, el mes más húmedo es septiembre con un promedio de 215 mm de precipitación y el más seco es enero con 18 mm de precipitación.

## Geología
De acuerdo con el Servicio Geológico Mexicano, la sierra Agua del Toro está compuesta de los anticlinales “Agua del Toro” y “Peyotillos”, que están separados por el sinclinal “Las Escaleras”; y está flanqueada por los sinclinales “El Montoso” y “El Refugio”.